# Rayados y Borrados:Grupos Indígenas
Los Rayados y Borrados fueron grupos indígenas nómadas que habitaron lo que hoy es Chihuahua, el noreste de México, el norte de San Luis Potosí y el sur de Texas, incluidas sus costas, durante la época colonial. Estos nombres les fueron asignados por los colonizadores. En algunos casos, también se les mencionó con otros nombres, basados en los lugares donde vivían o en plantas que utilizaban para fabricar sus armas, como los carrizos. A veces, sus nombres fueron transcritos en náhuatl por los tlaxcaltecas, como el caso de los guachichiles, o bien por palabras que los indígenas pronunciaban en su lengua local,

## Significado
El término "rayados y borrados" es una expresión en lengua castellana que los colonizadores utilizaron para referirse, de manera general, a los indígenas que practicaban la pintura corporal. Algunas bandas indígenas adoptaron este término para identificarse, como una forma de mostrar pertenencia a algún encomendero. Estos grupos no constituían una tribu homogénea, ya que incluían diversas culturas y orígenes lingüísticos.Eran conocidos por su práctica de pintar y tatuar sus cuerpos, lo cual formaba una parte importante de su identidad cultural.

Según un título de indios encomendados a Sebastián de la Rocha, se describe a un indio de la nación guachichil, con una raya que va desde el nacimiento del cabello en la frente hasta el labio inferior, y dos arpones que ascienden desde las sienes hasta los ojos, además de lunares. Según Eugenio de Hoyo, los guachichiles tenían una parcialidad a la que los españoles llamaban "los rayados.

## Debates y especulaciones acerca de estos grupos
Los grupos indígenas del noreste de México, del sur de Texas, y también mencionados en Chihuahua y San Luis Potosí, que practicaban el tatuaje y la pintura corporal, y que a veces eran llamados "rayados" y "borrados", han generado confusión entre los estudiosos que intentan establecer conexiones o parentescos entre ellos. No existen pruebas suficientes para afirmar que todos los denominados "rayados" o "borrados" estuvieran relacionados o formaran parte de una misma tribu. Su diversidad cultural y lingüística sugiere que, en lugar de constituir una entidad unificada, se trataba de bandas nómadas con ciertas características en común.

### Desafíos en la clasificación de los grupos rayados y borrados
La clasificación de los grupos indígenas conocidos como "rayados" y "borrados" es compleja. Históricamente, se ha mencionado a los alazapas y hualahuises como parte de los "borrados", aunque estudiosos como Cecilia Sheridan Prieto y José Alberto Rodríguez Ramírez los consideran grupos distintos. Por otro lado, Eugenio del Hoyo asocia a los "rayados" con los guachichiles, lo que refleja la dificultad de esta clasificación. 
Un documento del siglo XVII describe a una joven icuana con la cara "borrada", es decir, cubierta de rayas. Esto muestra cómo los españoles asignaban nombres basados en la apariencia física, más que en la identidad étnica real.

## Lengua
Como se mencionó anteriormente, los "rayados" y "borrados" eran grupos diversos, diferenciados entre sí tanto lingüística como culturalmente. Entre las lenguas habladas por estos grupos se encuentran el coahuilteco, del cual se desprende el pakawa, así como otras lenguas relacionadas como el comecrudo, el cotoname y el karankawa. Estos grupos, conocidos por su práctica de la pintura y el tatuaje corporal, fueron llamados "rayados" y "borrados" por los españoles en diferentes momentos de la historia colonial. Sin embargo, la única lengua que se ha documentado explícitamente como "lengua de los borrados" es el quiniwa, y esto únicamente por el hecho de haberse documentado bajo ese término.

## Apariencia Física
Una característica notable de estos indígenas era su estatura, superior al promedio de la época colonial. Fray Guillermo de Santa María observó que esta altura era común entre ellos, pero inusual entre los españoles. El militar López de Cámara Alta los describió como de "elevada estatura". En el siglo XIX, el naturalista Jean Louis Berlandier se encontró con algunos de los últimos sobrevivientes, describiéndolos como más altos de lo habitual, sin barba, con bigote y piel de tono cobrizo. Además, todos presentaban un espacio amplio entre la nariz y el labio superior.
Según el historiador Martín Salinas Rivera, el tono cobrizo de su piel podría haber sido causado por los tatuajes. Los restos antropológicos indican que su estatura oscilaba entre 1.62 y 1.80 metros, con miembros largos y musculados, en contraste con los españoles, cuyo promedio no superaba 1.42 metros.
Respecto a los tatuajes, El capitán Alonso Pérez de León mencionó que se pintaban la cara y el cuerpo con rayas rectas y onduladas. El catedrático Eugenio del Hoyo añadió que algunas rayas eran anchas y otras más juntas, formando patrones ondulados o en forma de serpiente ("culibrilla"), aunque su referencia carece de fuentes.

Representación comparativa de las estaturas entre los indígenas del noreste de México y sur de Texas, y los hispanos de la Nueva España durante los siglos XVI al XVIII. La imagen destaca las diferencias físicas que reflejan las distintas condiciones de vida, alimentación y entorno cultural en ambas poblaciones.

## Tradiciones y costumbres

### Alimentación
Su dieta se fundamentaba en productos como el mezcale, un platillo elaborado a partir de la lechuguilla cocida, y la tuna. Aprovechaban los recursos que ofrecían las plantas y animales locales. Aunque no practicaban la agricultura, contaban con amplios conocimientos sobre la recolección y la caza para obtener sus alimentos. Eran cazadores expertos que se adaptaban a las diferentes estaciones del año para asegurar su sustento. Entre otros alimentos que consumían se encontraban el mezquite y diversos frutos autóctonos, así como animales como el venado, el bisonte, y serpientes, además de ratones, pero evitaban el consumo de sapos y lagartijas.

### vestimenta
Aunque los conquistadores y cronistas comúnmente describen a estas personas como desnudas, en realidad se referían a que vestían principalmente con pieles de animales o textiles hechos a base de plantas. Estas vestimentas, propias para las condiciones geográficas de la región, incluían tanto materiales vegetales como animales. Alonso de León, al referirse a su vestimenta, los describe como "gente desnuda" debido al uso de pieles y textiles naturales. Según sus descripciones, las mujeres vestían faldillas, donde la parte trasera era más larga que la delantera, y las adornaban con frutillas o dientes de animales. 
Tanto hombres como mujeres solían llevar una especie de abrigo o cobija que se echaban al hombro, a modo de gala, según palabras del conquistador. También utilizaban zamarrones, que eran prendas hechas de pellejo torcido. Sobre el calzado, menciona que "tal vez" utilizaban suelas duras atadas con unas correas, conocidas como cacles. Sin embargo, Álvar Núñez Cabeza de Vaca, en su relato de los naufragios por el noreste de México, ofrece una descripción más precisa señalando que usaban zapatos.

### Rituales

#### Sacrificios
En los relatos de Alvar Núñez Cabeza de Vaca y Alonso Pérez de León se destaca una práctica impactante entre los indígenas de la región: la interpretación de sueños premonitorios como mensajes divinos. Esto podía llevar a acciones extremas, como el sacrificio de hijos o parientes cercanos. Cabeza de Vaca narra un caso en el que, tras un sueño, los indígenas persiguieron y mataron a alguien para evitar una desgracia. También se sacrificaba a los hijos al nacer, especialmente a las niñas, para prevenir que se convirtieran en futuras enemigas y aumentaran el número de adversarios.
Un siglo más tarde, Alonso Pérez de León confirma estas creencias, subrayando que el sacrificio de hijos respondía a sueños premonitorios. Aunque estas prácticas pueden dar una impresión errónea de salvajismo, el catedrático Carlos Manuel Valdez argumenta que quienes convivieron con estos grupos observaron su profundo afecto por los niños. Un ejemplo es la intensa reacción ante la muerte accidental de un niño, lo que contrasta con la idea de indiferencia. Valdez enfatiza que el infanticidio, aunque presente, no refleja desprecio por la vida infantil, sino decisiones influenciadas por su contexto cultural.

#### Canibalismo
Los que habitaban las costas de Texas, practicaban rituales de canibalismo en contextos de venganza hacia sus enemigos, como documentó Jean-Baptiste Talon. Estas prácticas simbolizaban humillación más que una necesidad alimentaria, dado que su territorio era rico en recursos.
Alonso Pérez de León también mencionó el canibalismo entre indígenas de Tamaulipas y Nuevo León, donde la carne de amigos se consumía en celebraciones para "emparentar con el difunto", mientras que la de enemigos se ingería como acto de venganza. Un ejemplo son los comecrudos del río San Fernando, quienes informaron haber comido a marineros franceses que consideraban enemigos.
En ocasiones, los huesos de los muertos se mezclaban con peyote para hacer bebidas rituales. Así, tanto el canibalismo como la pintura corporal estaban arraigados en estas culturas, sirviendo para afirmar su identidad y ejercer venganza.

## Organización militar
En general su organización militar era flexible y variaba según la estación del año. Durante el otoño e invierno, se reunían en grandes grupos, que les permitían planificar incursiones, realizar rituales y coordinarse mejor para aprovechar los recursos disponibles.
Los mitotes, mencionados en documentos como el de Alonso Pérez de León, eran esenciales tanto para la vida social como para la planificación bélica. Estos encuentros servían para discutir enemistades, preparar guerras contra otras tribus o colonos, y también para negociar la paz. Eran más frecuentes en verano, cuando había abundancia de alimentos.
En cuanto a tácticas, las tribus usaban el arco y la flecha como sus principales armas y los que estaban cerca de las costas se desplazaban en canoas para moverse rápidamente. Preferían emboscar y evitar combates directos, empleando tácticas evasivas como retiradas rápidas y el abandono de campamentos. Según los relatos, los indígenas también utilizaban el terreno montañoso para refugiarse y desgastar a sus enemigos, como los españoles, que debían llevar la guerra a zonas difíciles de acceder.
El liderazgo en tiempos de guerra era temporal. Los capitanes, seleccionados por su habilidad en combate, solo tenían autoridad durante los conflictos, y perdían su poder al final de las hostilidades.

## Impacto de la Conquista Española

### Guerra y esclavización
Los colonos españoles, especialmente los mineros y soldados, entraron en conflicto con los nómadas. Este conflicto llevó a los costantes enfrentamientos continuos para proteger las minas y asegurar los bienes. A menudo, los colonos justificaban la captura de nativos como esclavos bajo el pretexto de ser "esclavos por sentencias penales", la única forma "legal" de esclavitud indígena en esa época. Aunque las leyes y decretos reales prohibían la esclavitud, esta continuó creciendo, impulsada por traficantes que expandían mercados y contrataban mercenarios, creando un abismo entre la normativa y la realidad.

### Desplazamientos y explotación
A medida que aumentaba la colonización, los nómadas eran perseguidos más lejos de sus tierras originales. Los españoles realizaban expediciones para capturarlos y utilizarlos como mano de obra en las minas y otras tareas. Esto afectó tanto su vida nómada como sus estructuras sociales, llevando al odio y la exasperación entre los grupos indígenas.

### Epidemias
Las epidemias, como la viruela, también devastaron a los nómadas. Sin inmunidad frente a estas enfermedades traídas por los europeos, las poblaciones indígenas se vieron diezmadas. Algunos relatos mencionan que los nómadas huían en un intento desesperado de escapar de la enfermedad, lo que solo ayudó a propagarla más.
Todo esto contribuyó al eventual exterminio de muchos de estos grupos indígenas.